# Панпулов, Арон Самуилович
Аро́н Самуи́лович Панпу́лов (1872, Евпатория, Таврическая губерния — не ранее 1939) — русский архитектор, гражданский инженер, коллежский советник (1915).

## Биография
Родился в 1872 году в Евпатории в караимской семье евпаторийского городского головы Самуила Моисеевича Панпулова.
Выпускник Феодосийской классической гимназии (1892). В 1898 году в Санкт-Петербурге окончил Институт гражданских инженеров. С 1898 года служил по ведомству Министерства внутренних дел. C 1902 года — сверхштатный техник при канцелярии одесского градоначальника. В 1907 году назначен архитектором при Одесском градоначальстве. 
С 1901 года был членом Одесского отделения Императорского Русского технического общества, секретарём его строительного отдела. В 1910 году принимал активное участие в работе IV съезда русских зодчих. Состоял в правлениях Одесского отделения «Общества Красного Креста» и «Общества распространения просвещения и взаимопомощи одесской караимской общины». В 1913 году вошёл в состав караимской депутации из одиннадцати человек, участвовавшей 21—23 февраля в торжественных мероприятиях в Санкт-Петербурге, посвящённых празднованию 300-летия царствования Дома Романовых. В апреле 1915 года также входил в состав делегации одесского караимского общества, встречавшей императора Николая II на вокзале станции «Одесса-Главная».
После смерти отца был одним из предполагаемых кандидатов на пост Таврического и Одесского гахама, но выдвигать свою кандидатуру отказался.
До августа 1920 года эмигрировал из Одессы. Жил в Турции. В 1921—1923 годах был членом Союза русских инженеров. Впоследствии поселился в Париже. Занимался составлением проектов и смет, техническим надзором за постройками. 12 марта 1939 года избран кандидатом в члены правления Союза русских дипломированных инженеров во Франции. 
Умер после 1937 года.

## Работы
В стиле модерна и модернизированных исторических стилях построил несколько жилых домов:
- Доходный дом на углу улиц Кузнечной, 25 и Спиридоновской (1902)
- Жилой дом Телала на ул. Раскидайловской, 1 (начало XX века)
- Доходный дом С. Д. Кравченко на ул. Колонтаевской, 37 (нач. XX в.)
- Доходный дом Наума на Военном спуске, 3 (нач. XX в.)
- Доходный дом Караимского общества на углу улиц Троицкой, 33 и Ришельевской (1913)
- Доходный дом на ул. Гулевой (позже Толстого), 13 (1914)

Остальные проекты:
- Кинотеатр «Ришельевский» на ул. Ришельевской, 45 (1912—1913, в соавторстве с Э. Н. Смидовичем)[18]
- Вокзал Куяльницкой железной дороги
- Ремонт одесской кенассы с устройством электрического освещения и парового отопления[19]

## Награды
- Орден Святого Станислава 3-й степени (1907)[20]
- Орден Святой Анны 3-й степени (1913)[5]
- Орден Святого Станислава 2-й степени (1915)[21]

## Адрес в Одессе
- Соборная пл., дом Папудовой[22].